# II Recenseamento Geral da População de Portugal
O II Recenseamento Geral da População de Portugal realizou-se a 1 de janeiro de 1878, abrangendo todo o actual território nacional (no continente europeu e arquipélagos dos Açores e da Madeira), mas não as colónias de então. Segundo este Censo, Portugal tinha 4 550 699 «habitantes de facto», um aumento de 8,64% face ao censo realizado catorze anos antes.
Este segundo recenseamento geral da população foi ordenado pela Carta de Lei de 15 de março de 1877, que estabelecia também os princípios em que se deveria processar os futuros recenseamentos, que se pretendiam decenais. O processo censitário seria regulamentado por Decreto de 6 de junho de 1877, que fornecia instruções detalhadas para os agentes do Censo, incluindo dois modelos de preenchimento de boletins (fogos e famílias), numa tentativa de evitar os muitos erros ocorridos no censo anterior.
Levado a cabo pela Repartição Estatística do Ministério das Obras Públicas, utilizou o método da recolha directa, nominativa e simultânea, baseada em boletins de família. Foram recolhidas as seguintes variáveis: população de facto (presente) segundo o sexo, a idade e o estado civil (solteiros, casados e viúvos); população ausente (residente mas não presente); transeuntes (presentes não residentes); fogos (ou famílias); instrução elementar; circunstâncias físicas e especiais dos recenseados. Uma vez mais, algumas variáveis recolhidas não puderam ser apuradas, devido a dificuldades várias; entre estas contam-se a profissão, a situação de ausente e a raça.
A metodologia de recolha e apuramento dos dados manteve-se idêntica à do censo anterior, seguindo as orientações dos Congressos Internacionais de Estatística de Bruxelas (1853), Paris (1855) e Viena (1857) , apesar da realização de edições mais recentes desse importante encontro internacional. Houve, no entanto, alguma inovação quanto à informação recolhida e apurada, constituindo novos elementos as informações sobre habilitações literárias elementares (saber ler e escrever, saber apenas ler, não saber ler nem escrever) segundo o sexo, dados que foram cruzados com os da criminalidade, e uma rubrica sobre as «circunstâncias físicas ou especiais» dos recenseados, classificadas em seis enfermidades ou lesões especiais (surdos-mudos, surdos, mudos, cegos, idiotas e alienados), distinguindo entre «lesões» de nascença e não de nascença.
Os resultados deste Censo, analisados e comparados com os de 1864, foram publicados em 1881, num volume de 485 páginas, discriminando, tal como o censo anterior, a população por distrito, concelho e freguesia (e, no caso dos arquipélagos dos Açores e da Madeira, também por ilha). O volume inclui alguns mapas que resumem de forma gráfica algumas das variáveis apuradas.

## Alguns resultados
| Distrito          | População de facto | População de facto | População de facto | População com direitos eleitorais | População com direitos eleitorais |
| Distrito          | Homens             | Mulheres           | Total              | Eleitores                         | Elegíveis                         |
| ----------------- | ------------------ | ------------------ | ------------------ | --------------------------------- | --------------------------------- |
| Aveiro            | 115 261            | 141 788            | 257 049            | 18,70%                            | 1,70%                             |
| Beja              | 72 322             | 69 797             | 142 119            | 21,91%                            | 2,46%                             |
| Beja              | 72 322             | 69 797             | 142 119            | 21,91%                            | 2,46%                             |
| Braga             | 142 403            | 177 061            | 319 464            | 17,09%                            | 3,46%                             |
| Bragança          | 84 191             | 84 460             | 168 651            | 19,01%                            | 3,03%                             |
| Castelo Branco    | 84 938             | 89 045             | 173 983            | 19,06%                            | 2,07%                             |
| Coimbra           | 135 815            | 156 222            | 292 037            | 20,29%                            | 1,78%                             |
| Évora             | 55 194             | 51 664             | 106 858            | 16,92%                            | 2,47%                             |
| Faro              | 99 104             | 100 038            | 199 142            | 20,42%                            | 1,42%                             |
| Guarda            | 110 755            | 117 739            | 228 494            | 21,42%                            | 2,56%                             |
| Leiria            | 94 195             | 98 787             | 192 982            | 16,39%                            | 0,89%                             |
| Lisboa            | 257 245            | 240 814            | 498 059            | 16,28%                            | 3,86%                             |
| Portalegre        | 51 155             | 49 971             | 101 126            | 17,77%                            | 2,32%                             |
| Porto             | 211 447            | 250 434            | 461 881            | 16,30%                            | 4,43%                             |
| Santarém          | 109 803            | 111 078            | 220 881            | 19,87%                            | 2,95%                             |
| Viana do Castelo  | 89 294             | 112 096            | 201 390            | 19,46%                            | 2,51%                             |
| Vila Real         | 108 659            | 115 969            | 224 628            | 14,46%                            | 2,54%                             |
| Viseu             | 174 045            | 197 526            | 371 571            | 16,64%                            | 2,28%                             |
| Angra do Heroísmo | 31 732             | 39 897             | 71 629             | 19,29%                            | 1,67%                             |
| Horta             | 26 432             | 35 468             | 61 900             | 19,49%                            | 1,13%                             |
| Ponta Delgada     | 59 153             | 67 118             | 126 271            | 19,62%                            | 1,56%                             |
| Funchal           | 62 686             | 67 898             | 130 584            | 16,09%                            | 0,87%                             |
| Total nacional    | 2 175 829          | 2 374 870          | 4 550 699          | 18,04%                            | 2,61%                             |

| Distrito          | Taxa de Alfabetização | Taxa de Alfabetização | Taxa de Alfabetização | Taxa de Alfabetização | Taxa de Alfabetização | Taxa de Alfabetização | Taxa de Alfabetização | Taxa de Alfabetização | Taxa de Alfabetização |
| Distrito          | Homens                | Homens                | Homens                | Mulheres              | Mulheres              | Mulheres              | Total                 | Total                 | Total                 |
| Distrito          | Sabem ler e escrever  | Sabem ler             | Analfabetos           | Sabem ler e escrever  | Sabem ler             | Analfabetas           | Sabem ler e escrever  | Sabem ler             | Analfabetos           |
| ----------------- | --------------------- | --------------------- | --------------------- | --------------------- | --------------------- | --------------------- | --------------------- | --------------------- | --------------------- |
| Aveiro            | 22,67%                | 4,97%                 | 72,36%                | 3,74%                 | 1,20%                 | 95,06%                | 12,23%                | 2,89%                 | 84,88%                |
| Beja              | 14,37%                | 2,16%                 | 83,47%                | 7,64%                 | 1,41%                 | 90,95%                | 11,06%                | 1,79%                 | 87,15%                |
| Braga             | 29,15%                | 3,41%                 | 67,44%                | 6,31%                 | 1,63%                 | 92,06%                | 16,49%                | 2,42%                 | 81,09%                |
| Bragança          | 17,51%                | 4,82%                 | 77,67%                | 4,59%                 | 2,66%                 | 92,75%                | 11,04%                | 3,74%                 | 85,22%                |
| Castelo Branco    | 15,42%                | 1,83%                 | 82,75%                | 3,88%                 | 1,20%                 | 94,92%                | 9,51%                 | 1,51%                 | 88,98%                |
| Coimbra           | 17,85%                | 3,44%                 | 78,71%                | 3,81%                 | 0,98%                 | 95,21%                | 10,34%                | 2,12%                 | 87,54%                |
| Évora             | 16,62%                | 2,02%                 | 81,36%                | 10,94%                | 2,12%                 | 86,94%                | 13,87%                | 2,07%                 | 84,06%                |
| Faro              | 12,26%                | 3,13%                 | 84,61%                | 9,62%                 | 3,67%                 | 86,71%                | 10,93%                | 3,40%                 | 85,67%                |
| Guarda            | 19,60%                | 3,78%                 | 76,62%                | 3,46%                 | 1,33%                 | 95,21%                | 11,28%                | 2,52%                 | 86,20%                |
| Leiria            | 14,22%                | 2,99%                 | 82,79%                | 3,75%                 | 1,57%                 | 94,68%                | 8,86%                 | 2,26%                 | 88,88%                |
| Lisboa            | 26,77%                | 4,32%                 | 68,91%                | 22,74%                | 4,73%                 | 72,53%                | 24,82%                | 4,51%                 | 70,67%                |
| Portalegre        | 14,47%                | 2,12%                 | 83,41%                | 8,81%                 | 1,74%                 | 89,45%                | 11,67%                | 1,93%                 | 86,40%                |
| Porto             | 29,19%                | 6,35%                 | 64,46%                | 10,88%                | 3,20%                 | 85,92%                | 19,26%                | 4,64%                 | 76,10%                |
| Santarém          | 14,23%                | 4,19%                 | 81,58%                | 6,39%                 | 2,74%                 | 90,87%                | 10,29%                | 3,46%                 | 86,25%                |
| Viana do Castelo  | 33,51%                | 5,05%                 | 61,44%                | 4,35%                 | 0,99%                 | 94,66%                | 17,28%                | 2,79%                 | 79,93%                |
| Vila Real         | 29,43%                | 3,45%                 | 67,12%                | 8,66%                 | 2,37%                 | 88,97%                | 18,70%                | 2,89%                 | 78,41%                |
| Viseu             | 20,61%                | 3,80%                 | 75,59%                | 4,42%                 | 1,09%                 | 94,49%                | 12,00%                | 2,36%                 | 85,64%                |
| Angra do Heroísmo | 16,19%                | 3,79%                 | 80,02%                | 12,22%                | 5,02%                 | 82,76%                | 13,97%                | 4,48%                 | 81,55%                |
| Horta             | 12,95%                | 7,19%                 | 79,86%                | 9,06%                 | 7,13%                 | 83,81%                | 10,72%                | 7,16%                 | 82,12%                |
| Ponta Delgada     | 11,90%                | 4,99%                 | 83,11%                | 10,31%                | 7,84%                 | 81,85%                | 11,05%                | 6,51%                 | 82,44%                |
| Funchal           | 7,23%                 | 2,71%                 | 90,06%                | 6,36%                 | 3,43%                 | 90,21%                | 6,78%                 | 3,09%                 | 90,13%                |
| Total nacional    | 21,05%                | 3,98%                 | 74,97%                | 8,19%                 | 2,52%                 | 89,29%                | 14,34%                | 3,21%                 | 82,45%                |